# Озюменко, Василий Дмитриевич
Василий Дмитриевич Озюменко (19.02.1930—20.10.2008) — директор совхоза «Элита» Москаленского района Омской области. Герой Социалистического Труда.

## Биография
Родился 19 февраля 1930 года в селе Червоная Поляна ныне Антрацитовского района Луганской области Украины. Украинец.
Детство провёл в Ростовской области. Учился в Сальске. После окончания в 1950 году Сальского сельхозтехникума в городе Сальск Ростовской области был направлен в Омскую область.
Работал агрономом, управляющим отделением Черлакского зерносовхоза, главным агрономом, директором совхоза «Элита» Москаленского района. Под его руководством урожайность зерновых в хозяйстве поднялась до 20 центнеров с гектара, надои молока от одной коровы составляли до 3000 килограмм.
Указом Президиума Верховного Совета СССР от 19 апреля 1967 года за достигнутые успехи в увеличении производства и заготовок зерна в 1966 году Озюменко Василию Дмитриевичу присвоено звание Героя Социалистического Труда с вручением ордена Ленина и золотой медали «Серп и Молот».
С 1967 года являлся директором совхоза «Сибиряк» Русско-Полянского района, в последующем назначен директором треста зерновых совхозов.
В 1975—1979 годах — заместитель начальника Омского областного управления сельского хозяйства. С 1979 года и до выхода на заслуженный отдых возглавлял Омское областное объединение «Агропромхимия».
Последние годы жил в станице Васюринская Динского района Краснодарского края.
Умер 20 октября 2008 года. Похоронен в станице Васюринская Динского района.
Награждён орденом Ленина (19.04.1967), 2 орденами Трудового Красного Знамени, медалями.

## Награды
- Золотая медаль «Серп и Молот» (19.04.1967);
- Орден Ленина (19.04.1967)
- Орден Трудового Красного Знамени
- Орден Трудового Красного Знамени
- Медаль «За трудовую доблесть»
- Медаль «В ознаменование 100-летия со дня рождения Владимира Ильича Ленина» (6 апреля 1970)
- и другими

## Память
- В Краснодаре установлена мемориальная доска с именами Героев Социалистического Труда Кубани и Адыгеи